# Parafia Wszystkich Świętych we Wrocance
Parafia Wszystkich Świętych we Wrocance – parafia rzymskokatolicka znajdująca się w archidiecezji przemyskiej w dekanacie Miejsce Piastowe. Erygowana w roku 1490.

## Historia
Proboszczem parafii był ks. Karol Molęcki (zm. 1884), następnie od 18 listopada 1884 proboszczem parafii był ks. Józef Niewodowski, zamordowany na plebanii we Wrocance 13 listopada 1926. Następcą zmarłego był jako administrator jego brat o. Wacław Niewodowski. Od 16 lutego 1927 do 16 lutego 1931 proboszczem we Wrocance był ks. Michał Pasierbowicz.
W 1990 roku staraniem proboszcza ks. Januarego Horwatha i parafian rozpoczęto budowę nowego kościoła.
Dnia 5 sierpnia 2000 roku arcybiskup Józef Michalik dokonał konsekracji nowego kościoła. Obecnie we wsi znajdują się dwa kościoły i kaplica św. Rozalii.

## Grupy parafialne
- Ruch Światło-Życie
- Kościół Domowy
- Żywy Różaniec
- Zespół Charytatywny Caritas
- Ministranci

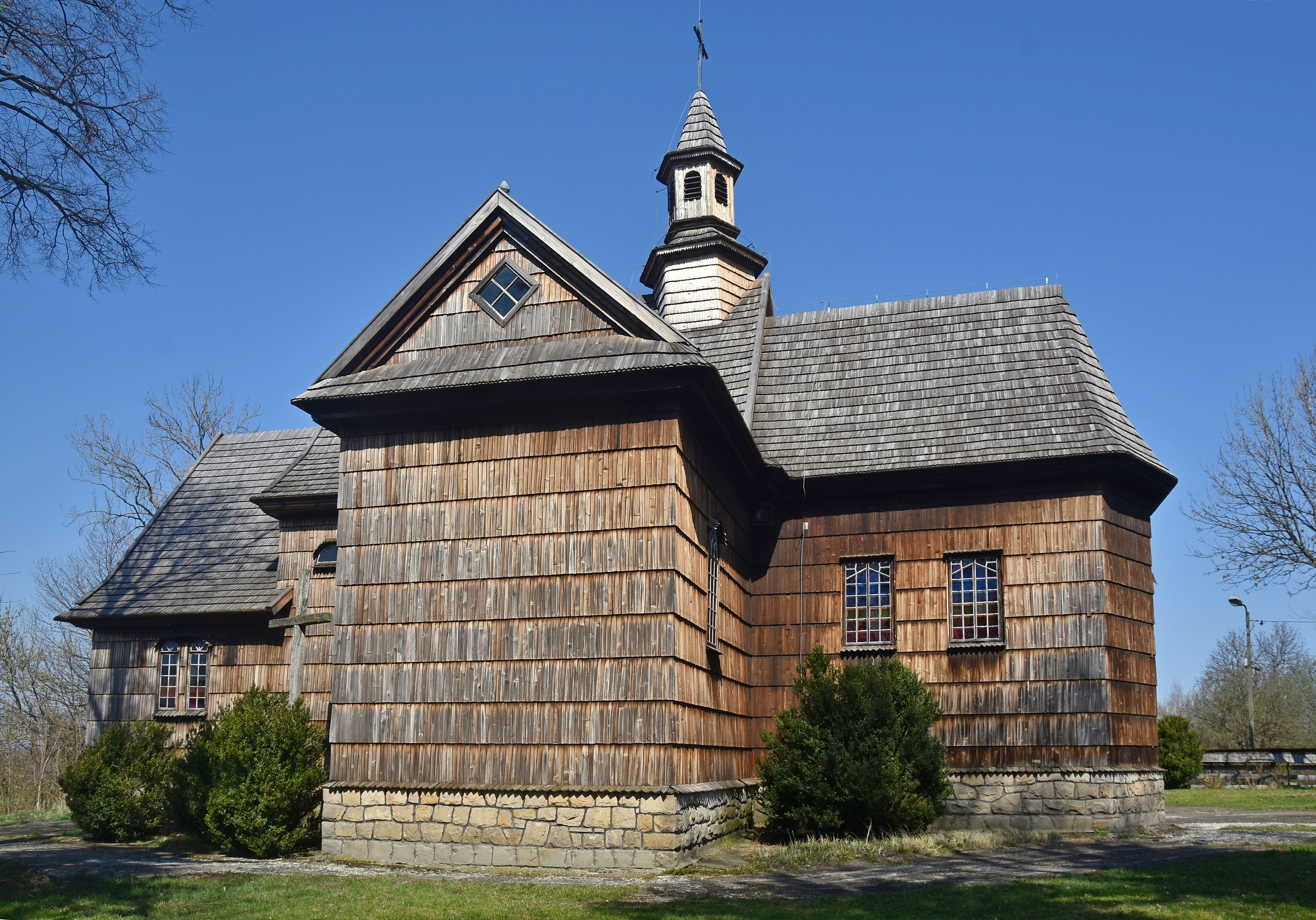
Zabytkowy kościół drewniany
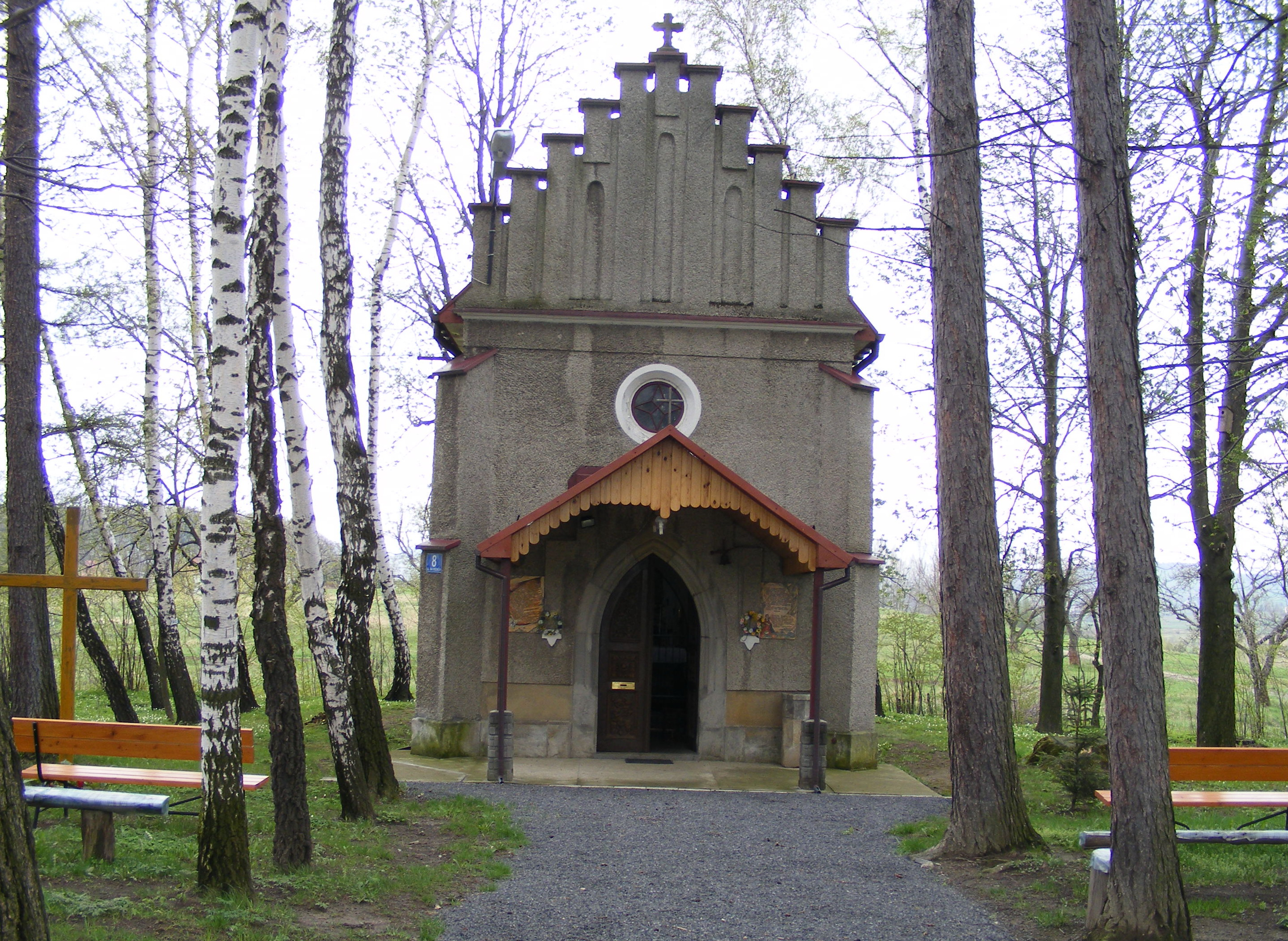
Kaplica św.Rozalii
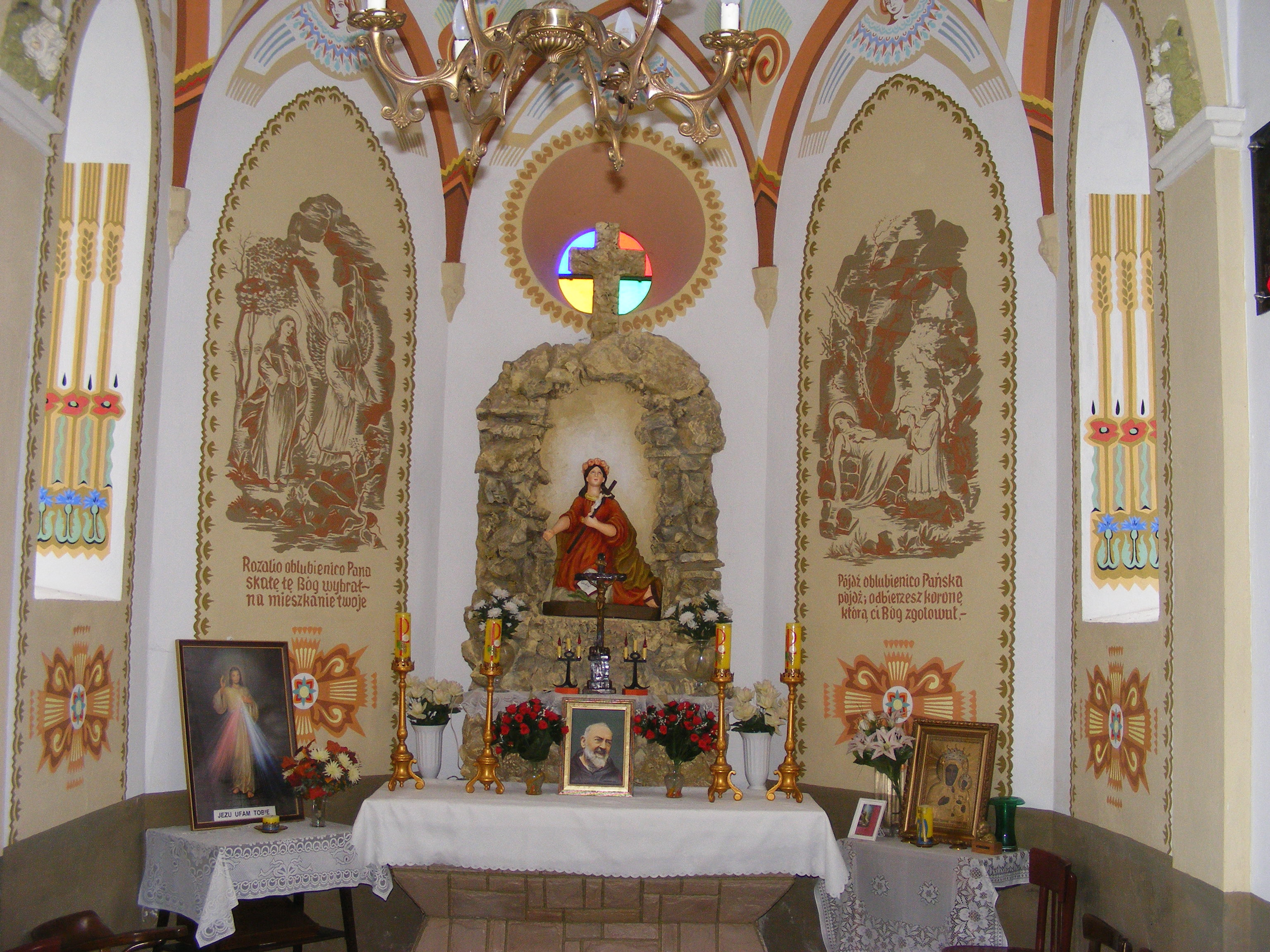
Wnętrze kaplicy